# Frederik Veuchelen
Frederik Veuchelen (* 4. September 1978 in Korbeek-Lo / Bierbeek) ist ein ehemaliger belgischer Radrennfahrer.

## Karriere
Seine ersten internationalen Siege im Radsport erzielte Veuchelen in der Saison 2003. Seine internationale Karriere begann er in der folgenden Saison im Alter von 25 Jahren beim belgischen Radsportteam Vlaanderen-T Interim. Den einzigen Sieg als Radprofi erzielte er mit dem Gewinn des belgischen Halbklassikers Dwars door Vlaanderen.
Von 2009 bis 2013 fuhr Veuchelen für das Team Vacansoleil. Mit dem Team nahm er zweimal am Giro d’Italia teil, den er beide Male beendete. Bei Paris–Nizza 2012 gewann er die Bergwertung. Letzte Station seiner Karriere war das Team Wanty-Groupe Gobert, für das er die Bergwertung der Bayern-Rundfahrt 2015 gewann.
Nach der Saison 2017 beendete Veuchelen im Alter von 39 Jahren seine Karriere als Radrennfahrer. Seit 2020 ist er Mitglied der sportlichen Leitung seines ehemaligen Teams.

## Erfolge
2003
- Memorial Philippe Van Coningsloo
- eine Etappe Triptyque Ardennais

2006
- Dwars door Vlaanderen

2012
- Bergwertung Paris-Nizza

2015
- Bergwertung Bayern-Rundfahrt

## Platzierungen bei den Grand Tours
| Grand Tour            | 2011 | 2012 | 2013 |
| --------------------- | ---- | ---- | ---- |
| Giro d’ItaliaGiro     | 106  | –    | 83   |
| Tour de FranceTour    | –    | –    | –    |
| Vuelta a EspañaVuelta | –    | –    | –    |